# وقود الزيوت النباتية

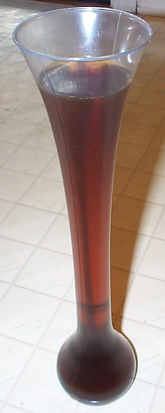
نفايات الزيوت النباتية التي تمت تصفيتها.

وقود الزيوت النباتية هي زيوت يمكن استخدامها  كوقود بديل في محركات الديزل وفي مواقد زيت للتدفئة. وعندما يستخدم الزيت النباتي مباشرة كوقود، في أي من المعدات المعدلة أو غير المعدلة، يشار إليه بالزيت النباتي المستقيم (SVO) أو الزيوت النباتية النقية (PPO). يمكن تعديل محركات الديزل التقليدية للتأكد من أن لزوجة الزيت النباتي منخفضة بما يكفي للسماح بانحلال سليم للوقود.وهذا التعديل  يمنع الاحتراق غير الكامل، والذي من شأنه أن يتلف المحرك عن طريق تراكم الكربون. ويمكن أيضًا مزج الزيت النباتي المستقيم بالديزل التقليدي أو معالجته في وقود الديزل الحيوي أو المواد البيولوجية المستخدمة للاستخدام في نطاق أوسع من الظروف.

## التاريخ
كان رودولف ديزل مخترع  المحرك الذي يحمل اسمه. وكانت محاولاته الأولى لتصميم محرك للتشغيل على غبار الفحم، ولكن في وقت لاحق صمم المحرك ليعمل بالزيت النباتي  ويأمل أن تجعل هذه الفكرة محركاته أكثر جاذبية للمزارعين الذين لديهم مصدر للوقود متاح بسهولة.
وفي عرض عام 1912 للمعهد البريطاني للمهندسين الميكانيكيين، أشار رودولف إلى عدد من الجهود في هذا المجال ولاحظ: "إن حقيقة أن الزيوت الدهنية من مصادر الخضروات يمكن أن تبدو غير مهمة اليوم، ولكن قد تصبح هذه الزيوت اليوم من نفس أهمية بعض الزيوت المعدنية الطبيعية ومنتجات القطران.
أدى النقص الدوري في البترول إلى تحفيز البحث في الزيت النباتي كبديل للديزل خلال الثلاثينات والأربعينيات، ومرة أخرى في السبعينيات وأوائل الثمانينيات عندما كان الزيت النباتي يتمتع بأعلى مستوى من الاهتمام العلمي. شهدت السبعينات أيضًا تأسيس أول مشروع تجاري يسمح للمستهلكين بتشغيل الزيوت النباتية على التوالي في سياراتهم، وهي شركة Elsbett في ألمانيا.
وفي تسعينات القرن العشرين، حرم سكان جزر بوغانفيل من إمدادات النفط بسبب الحصار فاستخدموا زيت جوز الهند لتزويد مركباتهم بالوقود.